# ZMC-2
Lo ZMC-2 (Zeppelin Metal Clad 200,000 ft. capacity) fu un dirigibile rigido progettato dall'ingegnere Raplh Hazlett Upson per conto della The Aircraft Development Corporation of Detroit nei tardi anni venti.
Prestò servizio presso la United States Navy, la marina militare statunitense, tra il 1929 e il 1941, anno della sua demolizione.

## Storia del progetto

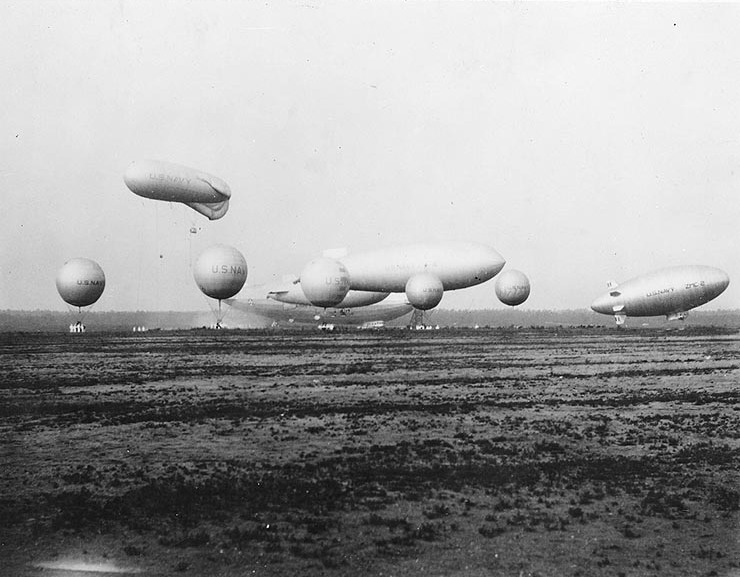
Diversi dirigibili semirigidi, palloni frenati e aerostati della US Navy, tra i quali all'estrema destra si scorge lo ZMC-2.

Lo ZMC-2 si deve all'iniziativa dell'ingegnere Raplh Hazlett Upson, che ideò un nuovo tipo di dirigibile costituita da dodici tralicci cilindrici, congiunti da travi orizzontali, che andavano a formare un involucro della capacità di circa 5 000 metri cubi di gas elio. A differenza degli altri dirigibili, l'involucro è rivestito di lastre di metallo saldate assieme, e i quattro grandi timoni di poppa sono stati sostituiti da otto piccole pinne stabilizzatrici.
La gondola, che può ospitare solamente due persone, atterrava grazie a un unico carrello posto sotto di essa e non con un pallone pieno d'aria come in altre aeronavi.
Lo ZMC-2 fece all'inizio molti voli, prestando un efficiente servizio presso la United States Navy, anche se tra il 1938 e il 1941 registrò solo cinque ore di operato, e infine fu demolito.

## Tecnica
Le caratteristiche generali del dirigibile, come si può vedere, erano molto diverse da quelle di altre aeronavi della Marina Americana, come lo ZRS-4 USS Akron e lo ZRS-5 USS Macon. Infatti, a causa del rapporto lunghezza/diametro pari al solo valore di 2,83, lo ZMC-2 era lento e poco aerodinamico.

## Lo ZMC-2 nei media
Il dirigibile è citato anche nel romanzo di Clive Cussler Cyclops, in cui lo ZMC-2 è appunto venduto al direttore di una rivista che gli dà il nome Prosperteer.

### Periodici
- Metal Covered Airship To Carry Twenty Tons, in Popular Mechanics, vol. 55, n. 4, aprile 1931,  p. 552. URL consultato il 4 maggio 2011.
- Richard G. Van Treuren, Making it Happen: Captain C.V.S. Knox and Aeronautical Evolution, in Foundation, vol. 28, n. 1, Spring 2007,  pp. 89-98.